# Theodor Leipart
Theodor Leipart (Neubrandenburg, 17 mei 1867 - Berlijn, 23 maart 1947) was een Duits syndicalist.

## Levensloop
In 1904 werd hij aangesteld als algemeen secretaris van de International Federation of Woodworkers (IFW), een functie die hij uitoefende tot hij in 1919 in deze hoedanigheid werd opgevolgd door de Nederlander Cornelis Woudenberg.
Zijn laatste rustplaats bevindt zich in de Gedenkstätte der Sozialisten op het Zentralfriedhof Friedrichsfelde te Berlijn.